# Phyzelaphryninae
A Phyzelaphryninae a kétéltűek (Amphibia) osztályának békák (Anura) rendjébe, ezen belül a Eleutherodactylidae családjába tartozó alcsalád.

## Rendszerezésük
- Adelophryne Hoogmoed & Lescure, 1984
- Phyzelaphryne Heyer, 1977

## Előfordulásuk
Dél-Amerika északi részén honosak.